# 299020 Chennaoui
299020 Chennaoui è un asteroide della fascia principale. Scoperto nel 2005, presenta un'orbita caratterizzata da un semiasse maggiore pari a 2,5528220 UA e da un'eccentricità di 0,1400450, inclinata di 6,57556° rispetto all'eclittica.